# Aleksandrs Golubovs
Aleksandrs Golubovs (Kārsava, 5 de juny de 1959 - Minsk, 19 de maig de 2010) fou un polític letó. Era membre del Partit Socialista Letó i diputat de la 6a, 7a, 8a i 9a Saeima (Parlament Letó). Va començar el seu últim mandat al Parlament el 7 de novembre de 2006. Golubovs va morir el 19 de maig de 2010, durant una visita oficial a Belarús.